# Gewöhnliche Moosbeere
Die Gewöhnliche Moosbeere (Vaccinium oxycoccos, Syn.: Oxycoccus palustris Pers.) ist ein Vertreter der Heidelbeeren (Vaccinium) innerhalb der Heidekrautgewächse (Ericaceae). Kennzeichnend für diesen Zwergstrauch sind seine zu dünnen Fäden reduzierten „Stämme“, mit denen er flach über Torfmoospolster kriecht.

## Name
Der wissenschaftliche Name Oxycoccus (geschrieben oxycoccos im zweiten Teil von Artnamen) leitet sich vom griechischen oxys „sauer/scharf“ und kokkos „Beere“ ab. Damit wird Bezug auf die sauer schmeckenden Beeren genommen.

## Beschreibung

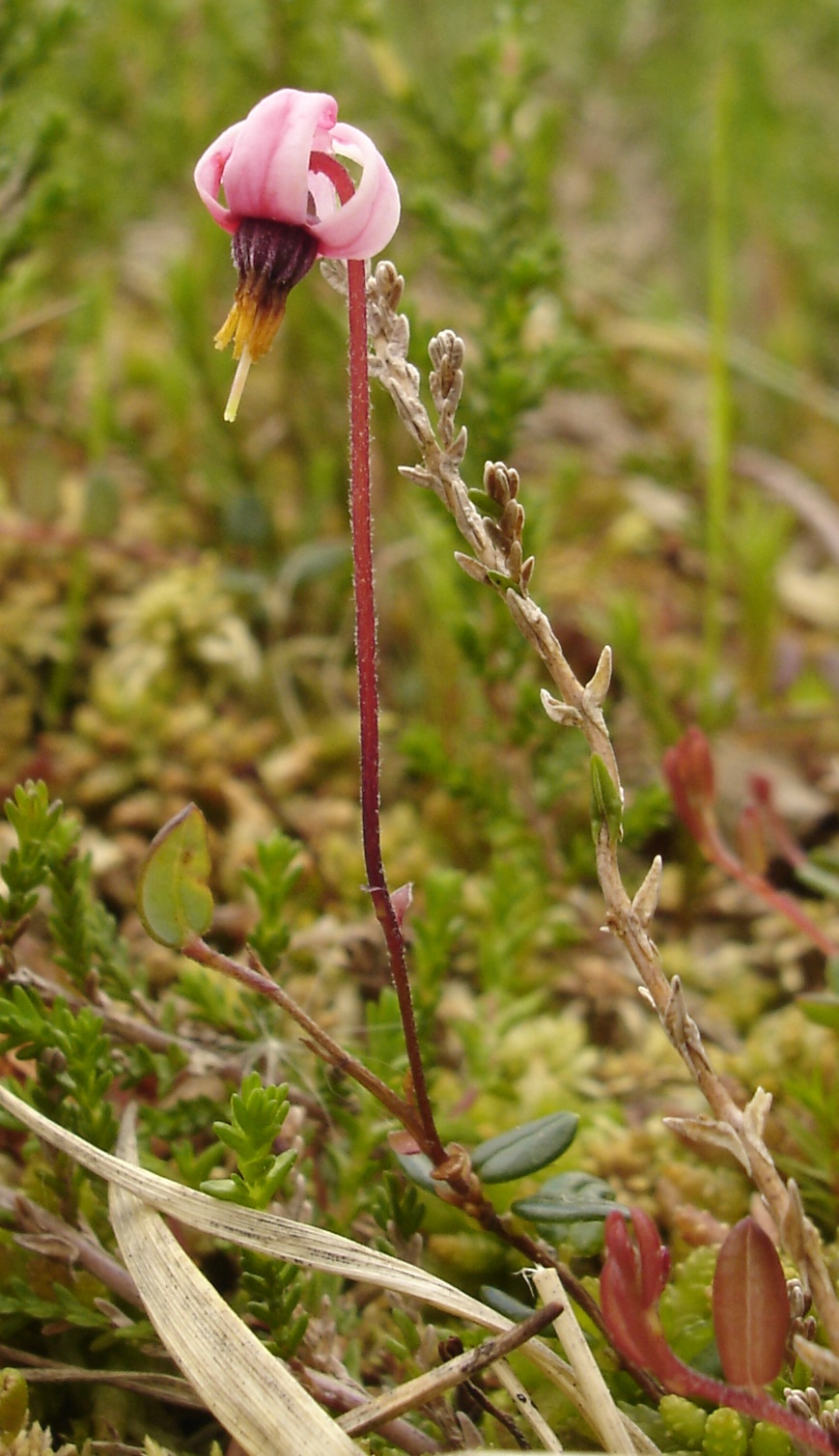
Einzelne Blüte der Gewöhnlichen Moosbeere

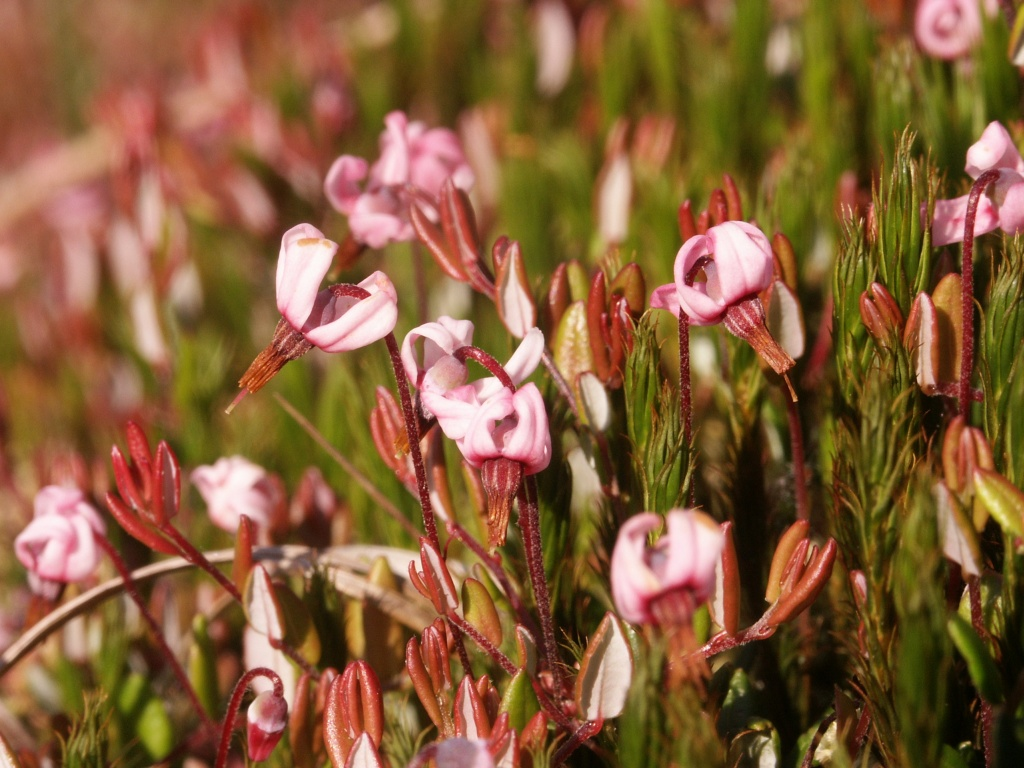
Blüten

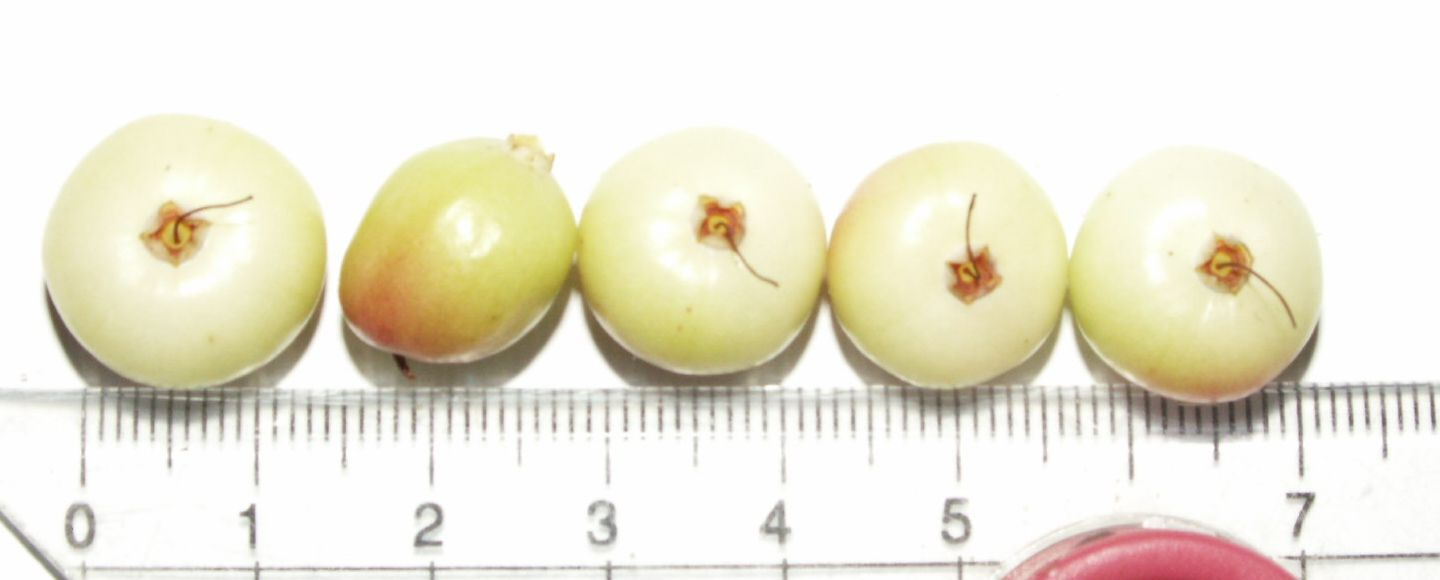
Abgeflachte (f. rapaceum) und länglich eiförmige Formen (f. ellipticum) der Moosbeere haben besonders große Früchte.

### Vegetative Merkmale
Die Gewöhnliche Moosbeere ist ein immergrüner, fadenförmig niederliegend wachsender Zwergstrauch (holziger Chamaephyt), dessen Stängel bis zu 1 Meter weit kriechen können. Sie wird etwa 2 bis 6 Zentimeter hoch. Die wechselständigen und sitzenden, spitzen Laubblätter sind ledrig, eiförmig oder elliptisch bis eilanzettlich mit der größten Breite am Grund. Sie sind oberseits dunkelgrün, unterseits weißlich grün, ganzrandig und mit zur Spitze hin umgerolltem Rand und kahl. Sie werden 3 bis 10 Millimeter lang und 2 bis 4 Millimeter breit.

### Generative Merkmale
Die kleinen, rosafarbenen, endständigen und zwittrigen, nickenden Blüten sitzen zu ein bis viert auf bis zu 5 Zentimeter langen, fein behaarten Blütenstielen. Bei der ähnlichen Kleinfrüchtigen Moosbeere (Vaccinium microcarpum) sind die Blütenstiele kahl. Die Stiele haben zwei rote, 1 bis 2,5 Millimeter lange Vorblätter und ein Tragblatt. Die Stiele sind unmittelbar unter dem Kelch gelenkig und an dieser Stelle sehr zerbrechlich. Der Kelch, am becherförmigen Blütenbecher, ist vier- bis fünflappig mit kurzen, breiten und stumpfen, am Rand fein bewimperten Lappen. Die Krone der Blüten wird 5 bis 7 Millimeter lang und hat vier bis fünf zurückgeschlagene Zipfel. Die zusammenstenden 8 (bis 10) Staubblätter haben purpurne, seitlich und auf dem Rücken behaarte, flache Staubfäden, die Antheren sind länglich und gehörnt (Tubules). Der vierkammerige Fruchtknoten ist unterständig mit langem Griffel. Es ist ein Diskus vorhanden. Die Pflanze blüht von Mai bis August.
Die Früchte reifen ab August. Die glänzenden, etwa 6–9 (–18) Millimeter großen, roten bis gelb-roten, teils gesprenkelten, glatten und vielsamigen Beeren sind rundlich bis birnenförmig mit beständigem Kelch. Die Samen sind ellipsoid und orange, 1,5 bis 2 Millimeter lang mit netzig-grubiger Samenschale.
Die Chromosomenzahl beträgt 2n = 48.

## Standort und Verbreitung
Die Moosbeere wächst bevorzugt auf Moorböden. Sie ist zirkumpolar verbreitet, bis etwa 71° nördlicher Breite. In Skandinavien, im Baltikum, Nordrussland, Japan und Nordamerika kommt sie häufig vor. In den Allgäuer Alpen steigt sie bis zu einer Höhenlage von 1400 Metern auf. Im Engadin erreicht sie sogar 1830 Meter Meereshöhe. In Skandinavien kommt sie bis 71° 4' nördlicher Breite vor.
Sie ist eine Charakterpflanze der Bulte in Bult-Schlenken-Komplexen von Hochmooren, kommt aber auch in Zwischenmooren und Bruchwäldern vor. Sie ist eine Sphagnetalia-Ordnungscharakterart, kommt aber auch in Gesellschaften des Verbands Rhynchosporion vor.
Die ökologischen Zeigerwerte nach Landolt et al. 2010 sind in der Schweiz: Feuchtezahl F = 4w (sehr feucht aber mäßig wechselnd), Lichtzahl L = 4 (hell), Reaktionszahl R = 1 (stark sauer), Temperaturzahl T = 3+ (unter-montan und ober-kollin), Nährstoffzahl N = 1 (sehr nährstoffarm), Kontinentalitätszahl K = 2 (subozeanisch).

## Taxonomie
Die Moosbeere wurde 1753 von Carl von Linné in Species Plantarum Tomus I, S. 351 als Vaccinium oxycoccos erstbeschrieben.

## Ökologie

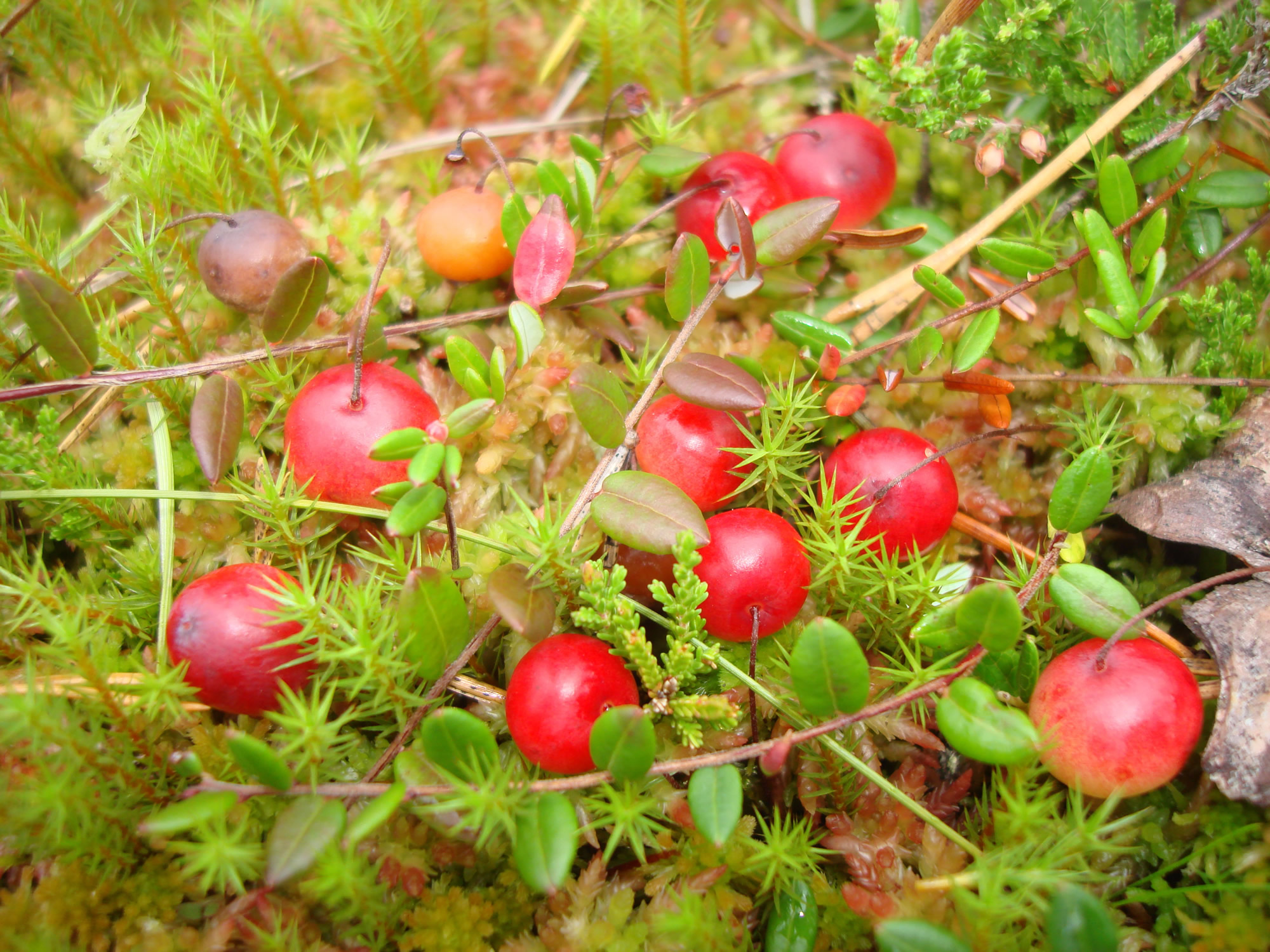
Früchte

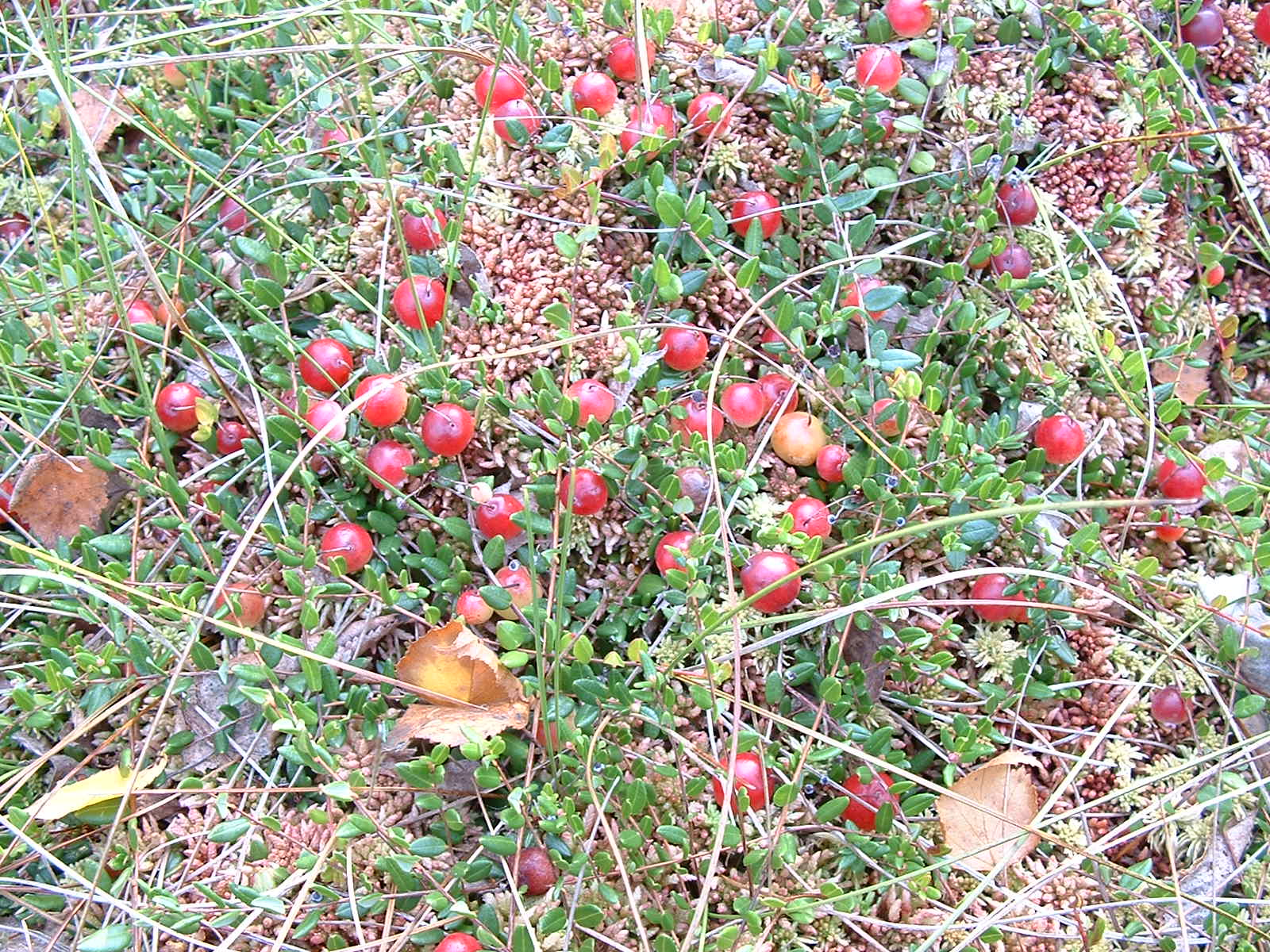
Früchte im September

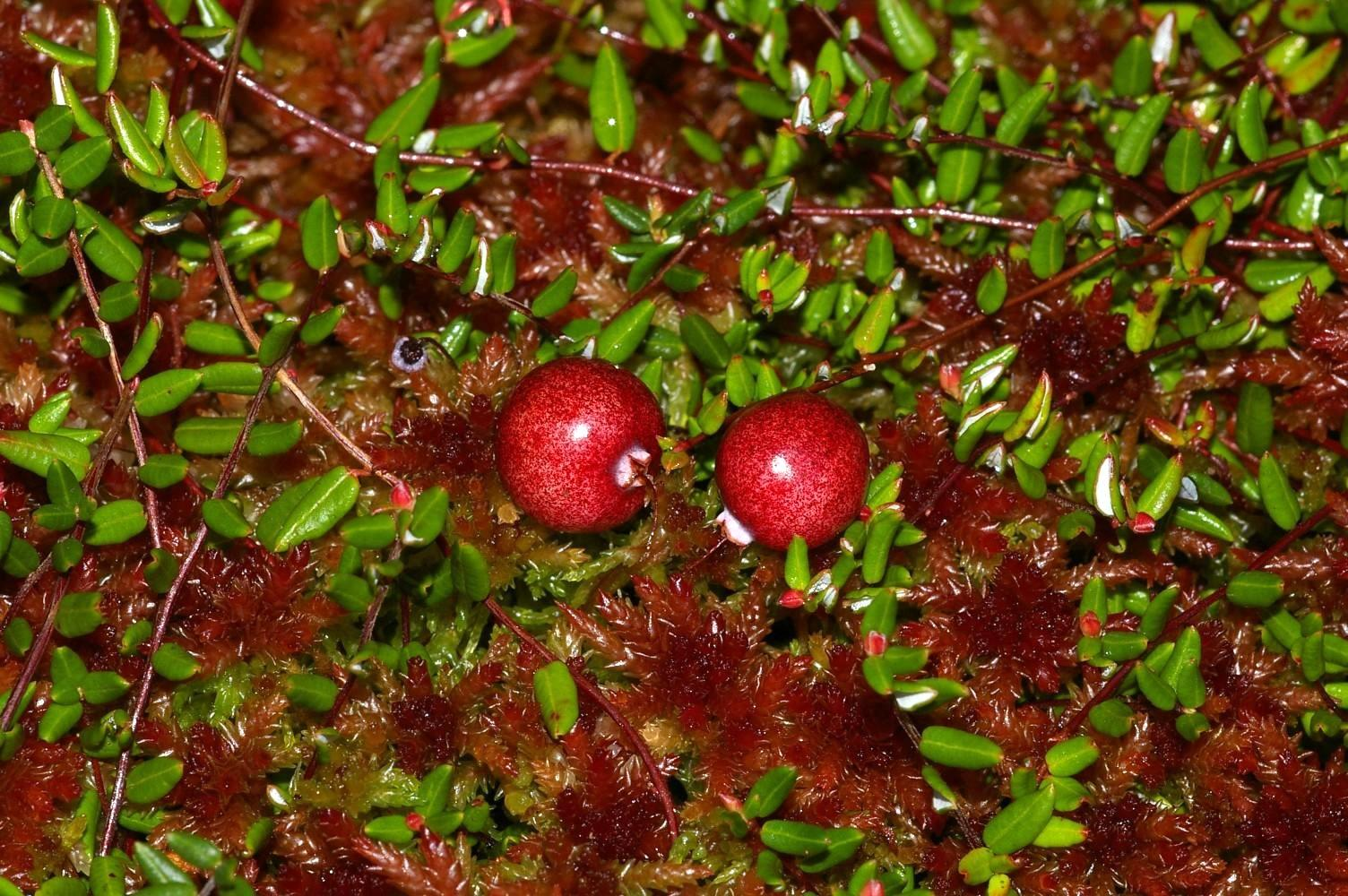
Früchte im Oktober; dazu die typischen beblätterten Kriechsprosse, daneben Rotes Torfmoos (Sphagnum rubellum)

Die Gewöhnliche Moosbeere ist ein immergrüner, fadenförmig niederliegend wachsender Zwergstrauch (holziger Chamaephyt), dessen Stängel bis zu einem Meter weit kriechen können.
Die Blüten sind „Glockenblumen mit Streukegel“, der in diesem Fall völlig offen ist. Die Blüten der Moosbeere werden durch Insekten, insbesondere von Bienen und Hummeln bestäubt (Entomogamie). Doch wurden die Besucher nur selten beobachtet, sodass auch Selbstbestäubung angenommen werden kann.
Die Lebensdauer der Blüten gehört mit etwa 18 Tagen zur längsten der heimischen Flora. Blütezeit ist von Mai bis August.
Die Früchte sind Beeren, die bis in den nächsten Sommer überdauern. Nach dem Frost werden sie weich und werden nach Verzehr und Ausscheidung der Samen durch Tiere, insbesondere durch Vögel verbreitet (Endochorie). Fruchtreife ist ab August. Die Pflanze ist ein Wintersteher. Oft kommen die Früchte erst nach dem Abschmelzen des Schnees wieder zum Vorschein und können erst dann verbreitet werden. Die Samen sind Lichtkeimer.
Vegetative Vermehrung erfolgt durch wurzelnde, beblätterte Kriechsprosse.
Die Pflanze ist eine Halblichtpflanze, das heißt, sie wächst bei vollem Licht, erträgt aber bedingt eine Beschattung. Ihr ökologischer Schwerpunkt liegt auf nassen und ausgesprochen stickstoffarmen, meist sauren bis mäßig sauren Böden.
Der Bau der Pflanze als Anpassung an Wasserverfügbarkeit und Gasstoffwechsel spiegelt ihre Standortbedingungen wider. Die Moosbeere ist skleromorph. Die ledrigen, etwa zwölf Millimeter langen Blätter sind durch Festigungsgewebe hart. Die Blattunterseite ist wachsig und schützt die Blätter so vor Wasserverlusten im Winter.
Während die meisten Tiere die harten ledrigen Blätter der Gewöhnlichen Moosbeere verschmähen, ernährt sich die Raupe des Moosbeerenspanners (Carsia sororiata) und wahrscheinlich auch des Hochmoor-Perlmutterfalters (Boloria aquilonaris) ausschließlich von dieser Pflanze. Eine dritte Art, die aber auch verwandte Heidekrautgewächse (Ericaceae) befrisst, ist der Hochmoor-Bläuling (Plebejus optilete).
Die Gewöhnliche Moosbeere wird auch von den Nacktbasidien Exobasidium rostrupii und Exobasidium oxycocci befallen. Auch wurde ein Befall von den Pilzen Thecospora vacciniorum, Sclerotinia oxycocci, Phacidium oxycoccos und Ramularia multiplex beobachtet.

## Gefährdung und Schutz
Die Gewöhnliche Moosbeere ist weltweit nicht gesetzlich geschützt. Sie gilt aber in Deutschland als gefährdet (Gefährdungskategorie 3). Die Bestandsentwicklung wird als konstant angegeben, das heißt ihr Rückgang deckt sich mit ihrer Zunahme. Die Art ist in der Bundesrepublik heimisch (indigen). Ihr Arealanteil beträgt hier zwischen 10 und 33 Prozent.

## Inhaltsstoffe
Die Moosbeere ist essbar. Die Beeren sind reich an Vitamin C (15–30 mg/100 g), Mineralstoffen (0,2–0,3 %), Pektin (0,4–0,8 %), organischen Säuren (vor allem Zitronensäure, Benzoesäure und Chlorogensäure) und Zucker (2,4–6,1 %).
Ihre Standorte liegen überwiegend in Naturschutzgebieten. Daher ist das Sammeln der Früchte nur in Ausnahmefällen möglich.
Ihre roten Beeren haben einen leicht bitteren Geschmack, der etwa dem der Preiselbeeren ähnelt. Moosbeeren werden meist bei Wildschwein-, Hirsch- oder Rehbraten verwendet. Verarbeitet werden Moosbeeren zu Konfitüre, Trockenobst, Tee und Saft. Weiterhin finden die Früchte in Backwaren, Likören, Vitaminpräparaten und Cremes Verwendung. Regional werden sie zu Eierkuchen und Quarkgerichten gereicht. Für Moosbeeren werden lokalen Beerensammlern in den baltischen EU-Mitgliedstaaten die mit Abstand höchsten Preise für wild wachsende Beeren gezahlt. Die Reife- und Erntezeit der Früchte liegt im Zeitraum September bis Oktober.